# 牙山 (長野県)
牙山（ぎっぱやま）は、長野県北佐久郡御代田町にある標高2111ｍの山。浅間山の外輪山。

## 周辺
出典
- 不動滝（蛇堀川）
- 天狗の露地
- 火山館

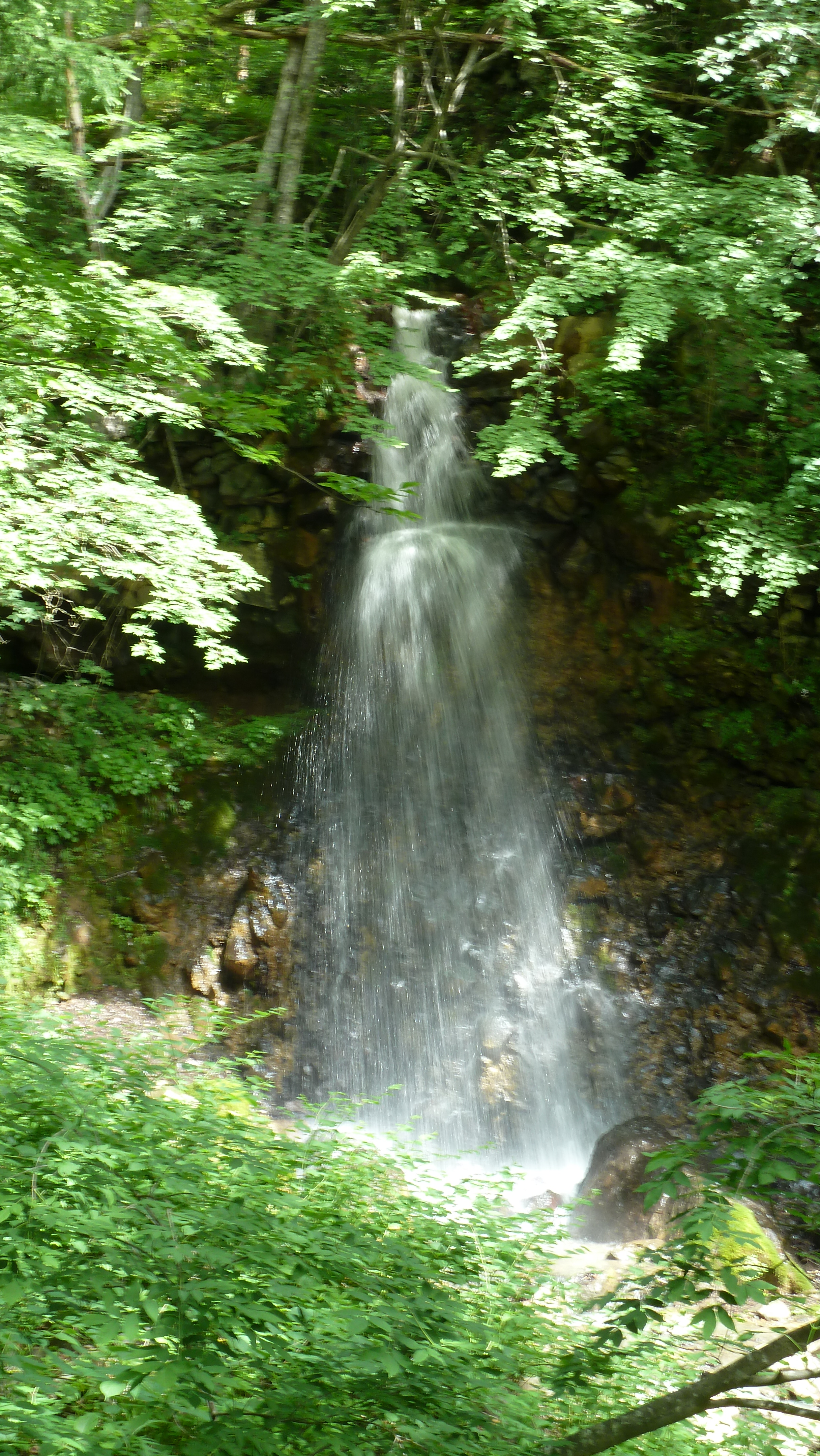
不動滝
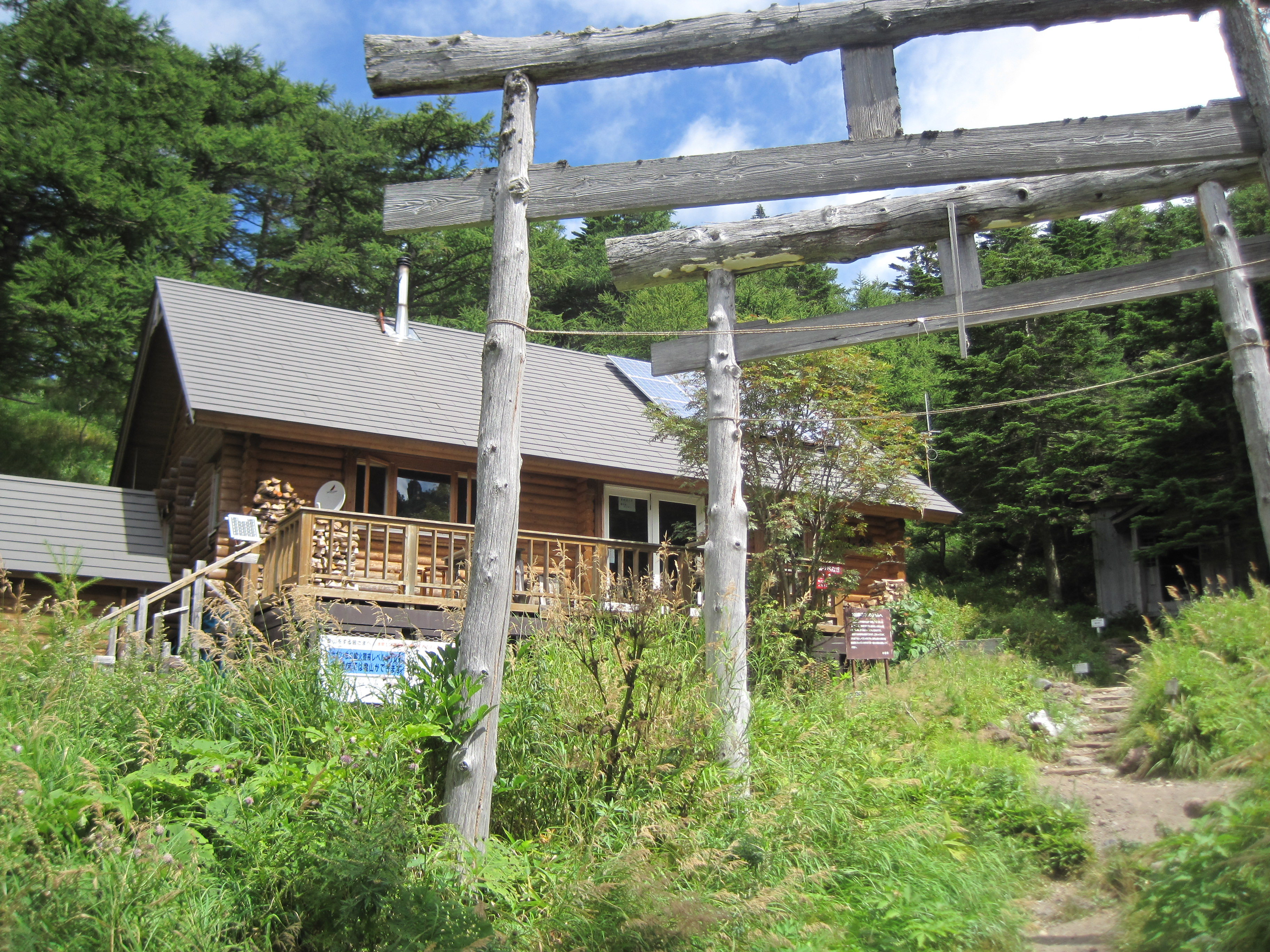
火山館